# Stefan Godlewski (poseł)
Stefan Godlewski (ur. 12 października 1923 w Boryszewie – obecnie część Sochaczewa, zm. 22 czerwca 1993) – polski ekonomista i polityk komunistyczny, poseł na Sejm PRL IV kadencji.

## Życiorys
Syn Leona i Anny. Uzyskał wykształcenie wyższe, z zawodu ekonomista. W latach 1947–1948 był słuchaczem, a następnie asystentem Wojewódzkiej Szkoły Partyjnej PPR w Konstancinie, w latach 1952–1954 był słuchaczem Dwuletniej Szkoły Partyjnej przy KC PZPR, w 1958 ukończył studia na Wyższej Szkole Nauk Społecznych przy KC PZPR. W 1947 wstąpił do Polskiej Partii Robotniczej, a następnie do Polskiej Zjednoczonej Partii Robotniczej. Ze strukturach PPR był sekretarzem Komitetu Gminnego w Konstancinie (1948), a w PZPR sekretarzem Komitetu Miejskiego w Górze Kalwarii (1949), instruktorem Wydziału Propagandy Warszawskiego Komitetu Wojewódzkiego (1949–1950), I sekretarzem Komitetu Powiatowego w Grodzisku Mazowieckim (1950–1951), instruktorem Wydziału Propagandy Komitetu Centralnego (1951–1952), członkiem egzekutywy, członkiem i sekretarzem rolnym KW we Wrocławiu (1958–1964) oraz sekretarzem KW w Poznaniu.
Był sekretarzem generalnym Centralnego Związku Kółek Rolniczych. W 1965 uzyskał mandat posła na Sejm PRL w okręgu Leszno, w parlamencie zasiadał w Komisji Handlu Zagranicznego.
Został odznaczony Krzyżem Oficerskim Orderu Odrodzenia Polski.
Został pochowany na cmentarzu komunalnym Północnym w Warszawie.